# Mikkel Damsgaard
Mikkel Krogh Damsgaard (Jyllinge, 3 de julho de 2000), é um jogador de futebol profissional dinamarquês que joga na ala esquerda e direita, além de poder jogar como meio-campista. Atualmente joga no clube inglês da Premier League, Brentford, e na Seleção Nacional da Dinamarca.

## Carreira
Começou a jogar futebol na sua cidade natal, Jyllinge, onde jogou por oito anos, tendo o seu pai como técnico. Durante um jogo do Jyllinge FC, Damsgaard foi avistado por um olheiro do FC Nordsjælland, que estava a procurar outro jogador, mas acabou entrando em contato com Damsgaard. Ele então se juntou ao FC Nordsjælland como jogador Sub12 com um contrato juvenil até 2020.          
Em 27 de setembro de 2017, Damsgaard fez a sua estreia oficial pelo FC Nordsjælland aos 17 anos. Ele jogou o jogo inteiro contra o Vejgaard BK (clube das destritais dinamarquesas) numa partida da Taça dinamarquesa, fazendo uma assistência num resultado de 4–0 em pleno Soffy Road.
Ele fez sua a sua estreia na Superliga dinamarquesa pelo FC Nordsjælland em 26 de novembro de 2017 num jogo contra o AC Horsens com a camisa 27. Realizou apenas 23 minutos e entrou para a saída de Jonathan Amon aos 80 minutos. 

### Sampdoria
No dia 6 de fevereiro de 2020, foi confirmado que Damsgaard havia assinado um contrato de quatro anos com o clube da Série A, Sampdoria com efeitos a partir do dia 1 de julho de 2020. A taxa de transferência foi estimada em cerca de € 6,7 milhões ( DKK 50 milhões). Em 17 de outubro de 2020, ele marcou o seu primeiro golo na Série A na vitória por 3-0 contra a Lazio.